# Amicie Lebaudy
Amicie Lebaudy ou Madame Jules Lebaudy, ou Madame Ledalle, née Marguerite Amicie Piou le 27 juillet 1847 à Lyon et morte à Paris le 3 mai 1917, est une philanthrope et écrivaine française. Elle finance des logements sociaux, l'Institut Pasteur, des projets scientifiques, la construction du phare de Kéréon, des institutions catholiques et des partis politiques.
Elle écrit sous le nom de plume de Guillaume Dall.

## Biographie

### Origines
Amicie-Marguerite Piou naît à Lyon le 27 juillet 1847 dans une famille bourgeoise catholique.
Sa mère est Palmyre Le Dall de Kéréon, elle-même issue par sa mère, Marie-Agathe Barrot, d'une famille comportant plusieurs hommes politiques dont Jean-André Barrot et Odilon Barrot.
Son père, Constance Piou est procureur général à la Cour d'Appel de Lyon. Elle grandit à Toulouse où son père est premier président de la Cour d'Appel.
Son frère aîné, le politicien Jacques Piou (1838-1932) est le fondateur de L'Action libérale populaire.
Elle passe sa jeunesse à Toulouse où son père est nommé premier président de la Cour d'Appel.

### Mariage
Dès ses seize ans, elle est promise à Jules Lebaudy, de 19 ans son aîné. Riche héritier à 35 ans de l'entreprise Lebaudy, une raffinerie de sucre qu'il dirige avec son frère Gustave, il l'épouse en 1864.
De leur union naissent quatre enfants : Jeanne (1865-1943), Jacques (1868-1919), Robert (1869-1931) et Max (1873-1895).
Installés à Paris, les Lebaudy mènent un train de vie somptueux. En 1863, rue de Sèze, dans le quartier de la Madeleine, où naissent leurs quatre enfants, Jeanne en 1865, puis les trois garçons, Jacques en 1867, Robert en 1870 et Max en 1872.
Puis dans un hôtel particulier proche du Parc Monceau, rue Scribe, et enfin au 2, avenue Velasquez, près du square Louis XVI.
Amicie reçoit, une soirée par semaine, des financiers et des industriels issus des milieux monarchistes et catholiques dont elle partage les idées. Le salon est fréquenté par son frère Jacques, monarchiste comme son père, mais orléaniste.
La fortune de Jules Lebaudy s'accroît grâce à de nombreux investissements. Lors de la transformation de Paris par le préfet Haussmann, il spécule sur les terrains à bâtir, réalisant d'importants bénéfices qu'il réinvestit dans la construction d'immeubles de rapport. Il bénéficie aussi des programmes de reconstruction liés aux désastres causés par la guerre franco- allemande et l'insurrection de la Commune. Il achète de nombreuses actions dans la Compagnie Universelle du canal de Suez. À partir de 1875, Amicie, qui nourrit de grandes ambitions pour ses enfants, s'intéresser de plus près aux affaires de son mari.
En janvier 1882, Jules Lebaudy remet sur le marché une grande part de ses actions Suez. Les cours s'effondrent, les porteurs se ruent vers les guichets de L'Union générale qui ne peut rembourser. C'est le krach. Le 1er février, la banque catholique fait faillite. Jules rachète alors à bas prix toutes les actions en vente qui reprennent leur cours le plus haut. Les épargnants, pour la plupart de sensibilité monarchiste catholique, sont ruinés alors que le capital Lebaudy augmenté considérablement, à hauteur de cinquante millions de francs.
La faillite de cette banque catholique, due en grande partie aux malversations de ses dirigeants dont certains seront condamnés à des peines de prison, a beaucoup de retentissement car la banque était appuyée par la banque Rothschild. Elle provoque une vague d'antisémitisme exacerbée, peu de temps après, avec l'affaire Dreyfus.
Grâce aux talents politiciens de Jacques Piou, le frère d'Amicie, Jules est sauvé des poursuites judiciaires, mais le couple Lebaudy est rayé des cadres de la bonne société parisienne et le salon d'Amicie est déserté.
Amicie Lebaudy voit ses relations ruinées par le krach. En désaccord sur les méthodes de son mari, elle quitte le domicile conjugal pour s'installer quelque temps à Bougival, dans une villa familiale.
Elle revient ensuite Avenue Velasquez mais fait chambre séparée.
Une nouvelle lutte l'oppose bientôt à son mari et à ses fils à propos du choix amoureux de sa fille Jeanne pour un homme sans fortune, Edmond Frisch, mariage auquel elle est seule favorable et qu'elle parvient à imposer. Elle fera devenir son gendre comte romain de Fels grâce à ses relations catholiques.

### Indépendance
Le 4 décembre 1888, le jour du mariage de sa fille, elle rompt totalement avec Jules Lebaudy et part s'installer dans un trois pièces à Saint-Cloud au 4, rue de la Paix sous le nom d'emprunt de Madame Ledall, issu du patronyme de sa mère, Palmyre Ledall de Kéréon. Elle vit sobrement, sans domestique, pauvrement vêtue, faisant elle-même ses courses et se déplaçant en omnibus.
Elle écrit sous le nom de Ledall dans La Vie parisienne, et publie sous le nom de Guillaume Dall un récit de voyage en Écosse en 1891, Mère angélique abbesse de Port Royal en 1893, plusieurs recueils de nouvelles et des romans.
Lorsque Jules Lebaudy meurt le 30 mai 1892, elle refuse d'assister aux obsèques de celui qu'elle surnommait « le grand coquinos » et fait rayer son nom du faire-part.
Elle hérite de la moitié de la fortune et choisit de consacrer cette somme à des œuvres philanthropiques.
Inspirée par le jansénisme, Augustin Gazier dira d'elle dans les dernières pages de son Histoire du mouvement janséniste : « C'est en contemplant les ruines de Port-Royal qu'elle a pris la résolution de consacrer à des œuvres de bienfaisance les douze millions de rentes qui lui étaient échus à la mort de son mari ».
En 1895, elle quitte Saint-Cloud pour la rue de Londres.
En 1900, elle emménage rue d'Amsterdam dans un logement sans téléphone ni électricité, loué sous un faux nom pour ne pas être importunée par la presse et les quémandeurs. Elle refuse systématiquement les sollicitations individuelles, statuant toujours elle-même sur les bénéficiaires et l'utilisation de ses dons.
À la fin de sa vie, elle revoit sa fille et son gendre, et peut nouer des liens avec ses petits enfants.
Elle meurt en 1917, dans son logement de la rue d'Amsterdam.
Elle repose au cimetière du Père Lachaise avec son mari, ses fils, et ses petits-enfants Hubert Jules de Fels (1891-1916) et Anne Marie Boisgelin, née de Fels (1893-1922).

## Philanthropie
Le 30 mai 1892, Jules Lebaudy meurt. La moitié de sa fortune lui revient, soit une somme estimée à plus de 110 millions de francs-or, le reste étant réparti entre ses quatre enfants.
Elle utilise les dividendes de cette somme — soit en moyenne 8 à 10 millions d'annuité — pour des œuvres philanthropiques de son choix, conservant le capital dont elle avait la charge pour le transmettre à ses héritiers après sa mort.
Ses dons, relevant de son initiative personnelle et faits la plupart du temps de manière anonyme, sont innombrables.
Elle se fie à son intuition et subventionne des œuvres d'assistance publique ou privée comme la recherche médicale avec l'institut Pasteur, des logements sociaux avec le Groupe de Maisons Ouvrières à Paris, des établissements d'enseignement comme le Collège Saint-Alexandre de Gatineau, une école d’agriculture au Québec ou de santé comme une maison d'accouchements dans le quartier Plaisance.
Elle finance également l'expédition scientifique de Louis Lapicque en Asie en 1893, le musée de minéralogie du Jardin des Plantes, ainsi que le phare de Kéréon, en Bretagne.
En politique, elle finance le mouvement anti-républicain.

### MmeXet l'Institut Pasteur

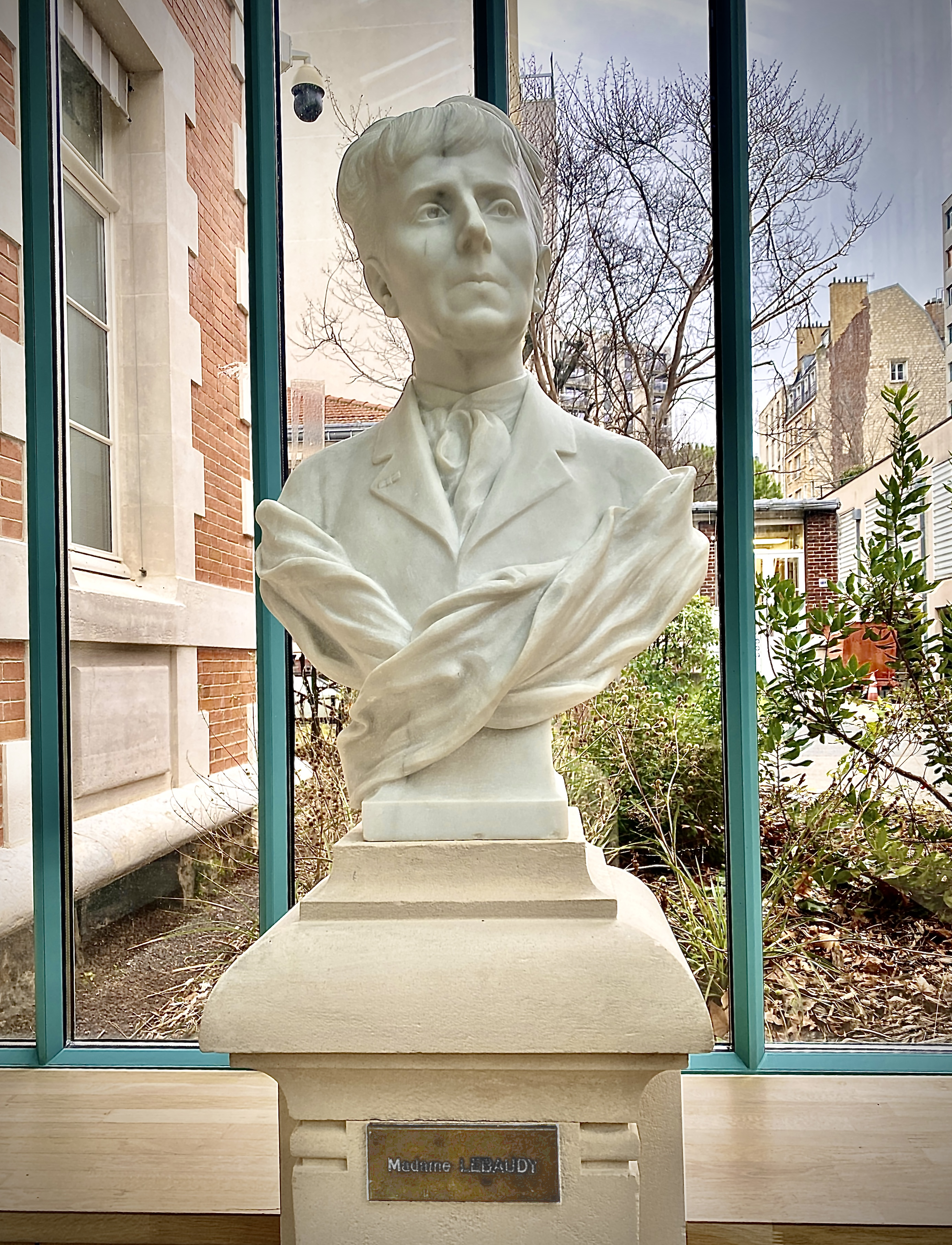
Buste d'Amicie Lebaudy sculpté par Lucien Pallez (avant 1926) - Institut Pasteur, Paris

À partir de 1893, Amicie Lebaudy financera jusqu'à sa mort et de manière anonyme l'Institut Pasteur.
En novembre 1893, elle rencontre Louis Pasteur et lui propose de financer 4 bourses d'étudiants de 3 000 francs chacune.
« Je ne vous demande qu'une chose, ne me nommez pas ». Pasteur est très touché.
Chaque année, elle se fait envoyer par l'intermédiaire de René Valléry-Radot des résumés de leurs travaux rédigés par les boursiers.
En 1896, une Société d'application des méthodes pastoriennes est créée par le Conseil de l'Institut Pasteur. Financée par Amicie Lebaudy qui se fait transmettre chaque année l'état des comptes, la société acquiert des terrains face à l'Institut pour y construire un hôpital. Madame Lebaudy choisit un jeune architecte, Florent Martin, frère du docteur Louis Martin, et l'envoie pendant trois mois visiter des hôpitaux réputés en Europe pour s'en inspirer. Elle fait également meubler l'hôpital.
À l'Institut et à l'Hôpital Pasteur elle est mentionnée sous le pseudonyme de « Mme X ». Seules trois personnes connaissent son identité : Louis Pasteur, René Valléry-Radot, le président de l'Institut, et le Dr Émile Roux, Directeur de l'Institut. Le projet et le nom de la donatrice sont cependant éventés dans la presse.
En janvier 1897, le Figaro révèle qu'un de leurs confrères annonçait la veille que, grâce à un don de Mme Lebaudy, on allait construire, rue Dutot, « un hôpital particulier qui serait dirigé par le Conseil d'administration de l'Institut Pasteur ». Interrogé, le Dr Roux tempère et précise que seuls les terrains sont achetés pour l'instant, qu'il s'agit d'un hôtel (sic) indépendant et que Mme Lebaudy souhaite garder l'anonymat.
Le 13 mars, le correspondant à Paris du British Medical Journal confirme qu'un terrain près de l'Institut Pasteur a été acquis grâce aux fonds donnés par Madame Lebaudy pour la construction d'un hôpital indépendant de l'Assistance publique, et qu'il soignera les maladies infectieuses par sérothérapie.
Le premier pavillon ouvre en 1900. À partir de l'ouverture elle verse 5 francs par jour et par malade ainsi qu'une prime additionnée de 2,50 francs par journée de malade pour constituer un fonds de dotation.
Elle y ajoute une dotation de 70 000 francs or par an pour l'entretien de l'hôpital.
Sa véritable identité n'est révélée, selon sa volonté, qu'après sa mort. Le 13 juin 1917, le Dr Roux annonce officiellement à l'Assemblée Générale de l'Institut qu'Amicie Lebaudy est le vrai nom de la fameuse donatrice connue sous le nom de « Mme X ».
En 1926, neuf ans après sa mort, sa fille, la comtesse de Fels, remet à l'Institut Pasteur, à la demande du Docteur Roux un buste de la bienfaitrice, œuvre du sculpteur Lucien Pallez. Le buste est placé dans le jardin d'hiver et inauguré le 19 juin 1926. Il est restauré en novembre 2023 et replacé dans la serre de l'Institut.

### Sciences

#### Expédition Lapicque
À l'automne 1892, Amicie Lebaudy arme un yacht, le Sémiramis, pour offrir un grand voyage d'agrément à son fils Max.
Pour que ce voyage serve aussi la science, elle propose de prendre à bord un naturaliste pour des recherches.
Le Ministre de l'Instruction publique charge Louis Lapicque d'une mission scientifique aux côtés de Max Lebaudy. Mais Max refuse de monter à bord et le yacht est à quai pendant deux mois. Amicie Lebaudy décide alors de faire de l'expédition scientifique le cœur de la croisière et fait partir Lapicque seul. Le navire à sa disposition, il peut voyager pendant treize mois et atteindre des contrées difficilement accessibles et peu étudiées. Il en rapporte de la documentation anthropologique et ethnologique et déclare à son retour : « Si, parmi ces documents, il en est qui puissent servir utilement à la science, nous en serons entièrement redevables, vous le voyez, à la générosité de madame Lebaudy. ».

#### Musée de minéralogie
Début 1897, Madame Lebaudy « qui s'intéresse vivement à la conservation des richesses minéralogiques du Muséum », fait un don d'une somme importante au Muséum du Jardin des Plantes pour compléter et reconstituer les collections de minéralogie décimées par un cyclone le 26 juillet 1896. Le directeur, Alphonse Milne-Edwards, se désolait de ne pas avoir les moyens de réparer les dégâts.

### Œuvres religieuses
Adepte du jansénisme, sa philanthropie a un but : améliorer le sort des pauvres, mais également les éduquer dans le respect de la morale et de l'ordre.
Dès 1873, elle apporte un soutien régulier à l'orphelinat des sœurs de Saint Vincent de Paul, dirigé par la mère Payen situé dans le quartier de la Villette, près des raffineries Lebaudy.
Lorsqu'elle dispose de sa fortune en 1892 après la mort de son mari, elle contribue à de nombreuses œuvres sociales religieuses ou éducatives comme l'Œuvre des aveugles de Maurice de Sizeranne, une maison d'accouchement destinée aux femmes de petite et moyenne bourgeoisie, édifiée dans le quartier de Plaisance et confiée à des religieuses et deux collèges de jeunes filles, le collège d'Hulst, rue Cassette à Paris, et un autre à Versailles.
Elle reçoit de nombreuses sollicitations de particuliers, notamment de la part de membres du clergé, mais se refuse d'y répondre sauf s'il s'agit d'objectifs)s collectifs.
Elle répond favorablement à une requête du cardinal Mathieu, archevêque de Toulouse en faveur des victimes des inondations du 3 juillet 1897.

#### Le Bazar de la Charité
Son don exceptionnel après l'incendie du Bazar de la Charité s'accompagne d'une polémique sur la question de l'anonymat et de violentes attaques antisémites.
Dans l'après-midi du 4 mai 1897, alors que plus de 1 200 personnes se pressent au second jour du Bazar de la Charité, rue Jean-Goujon à Paris, le projectionniste du cinématographe - l'attraction de l'année, le cinéma n'a que deux ans - veut recharger la lampe oxyéthérique et demande à son assistant de l'éclairer pour mieux voir. L'allumette qu'il craque fait l’effet d’une bombe enflammant instantanément l’éther de la lanterne ainsi que la pellicule. La structure éphémère de plus de 1 000 m2 érigée en pitchpin ornée de grands décors en carton-pâte prend feu. Le vélum tendu au-dessus du Bazar s'embrase et s'abat sur l'assistance. Les visiteurs sont pris au piège car les portes-tambours ne s’ouvrent que vers l’intérieur.
Le drame, qui touche essentiellement des jeunes femmes de la haute société catholique, bouleverse en France et à l'étranger, mais il met aussi à jour des conflits de sexe, de classes et de religion qui s'exacerbent dans les journaux.
De nombreuses descriptions macabres et une curiosité malsaine pour les corps féminins victimes de l'incendie s'étalent dans la presse et les conversations. Le décompte provisoire des victimes, avec sur 116 personnes identifiées, 110 du sexe féminin et seulement 6 du sexe masculin, accrédite les rumeurs que les hommes présents ont tout mis en œuvre pour se frayer un passage et se tirer des flammes, au détriment des femmes affolées et livrées au feu. Les rescapées attestent de la lâcheté des hommes et de leur brutalité.
Pour compenser les pertes dues à l’incendie, Le Figaro organise une souscription. C'est un succès dès le premier jour. Le 10 mai, jour anniversaire de la mort du baron Hirsch, Le Figaro révèle que la baronne Hirsch a fait un don exceptionnel. Un donateur anonyme vient en effet d'adresser d’un seul coup près d’un million de francs, portant ainsi au crédit du Bazar de la Charité le produit exact de la vente de l’année précédente, ce qui amène Le Figaro à clôre la souscription.
Le 11 mai, le Comité du Bazar de la Charité publie un communiqué à la presse annonçant avoit reçu un don anonyme de 927 438 francs. Une somme destinée à compenser les ventes perdues par les œuvres à cause de l'incendie. En effet, additionnée aux 45 000 francs de la vente du premier jour, elle représente la somme exacte de la vente de 1896 et compense donc au centime près la perte de l'année.
Le même jour, Le Gaulois publie le démenti de la Baronne Hirsch : « Ce n'est pas moi qui ai fait ce don au Bazar de la Charité. Si je l'avais fait, je n'aurais eu aucune raison pour m'en cacher. J'ai envoyé vingt-cinq mille francs à la soucription du Figaro. Je n'ai pas donné autre chose. ». Elle envoie un courrier à Mackau en le priant de démentir auprès du Figaro cette information erronée.
Dans le journal L'Univers, l'archevêché déclare avoir vouloir faire une souscription dans les diocèses pour compenser les œuvres mais découvert ensuite le don anonyme au Bazar.
Alors que le 9 mai il avait polémiqué avec le journal d'obédience protestante Le Temps en défendant la charité mondaine des œuvres de bienfaisance catholique, le 11 mai Cassagnac, dans L'autorité, accuse le Figaro de se faire de la publicité tapageuse avec une souscription mondaine. Il reproche aux juifs d'être de gros donateurs, selon lui, par mondanité, et d'avoir ainsi « submergé les œuvres chrétiennes sous l'argent d'Israël » par un empressement et une générosité de commande. Le 12 mai, il accuse le Figaro s'être devenu l'organe officiel des juifs en ayant affirmant que ceux-ci s'étaient montrés les plus généreux et les plus empressés, ravalant, selon lui, le mérite des catholiques.
Le 12 mai, dans La Libre Parole, l'organe de presse de la Ligue nationale anti-sémitique de France d'Édouard Drumont, Albert Monniot indique que les 937 000 francs donnés à la souscription proviennent de Madame Lebaudy et se lance dans une longue diatribe contre les juifs, louant l'humilité de la donatrice chrétienne.
Le 13 mai, Le Gaulois détaille les circonstances dans lesquelles le don anonyme a été fait : le lendemain de la catastrophe, mercredi 5 mai, le baron de Mackau reçoit une lettre signée d'une personne inconnue qui lui déclare son intention de « donner aux œuvres une somme égale à celle qu'on avait recueillie l'année dernière, afin que les pauvres ne souffrent pas de ce désastre ».
Il s'agit d'une somme importante, près d'un million de francs, et Mackau pense d'abord à une mystification, n'arrivant à identifier ni la signature, ni la personne. Le lendemain, jeudi 6 mai, un intermédiaire le rencontre et confirme le don, à la seule condition du secret absolu sur le nom du donateur. Le samedi 8 mai, le comité se réunit pour statuer sur le don d'un million et la nécessité ou non de fermer la souscription du Figaro. On annonce la visite du cardinal archevêque de Paris à la réunion du Comité. Le Gaulois se pose alors la question : « Peut-être savait-il ? ». Mackau envoie son communiqué à la presse le lundi 10 mai au matin. La personne donatrice rencontre ensuite Mackau le mercredi 12 mai pour fixer les détails et annonce un versement en plusieurs fois sur 4 mois.
Le 15 mai, Le Temps annonce avec satisfaction que, dans la foulée du don anonyme de Mme Lebaudy, la comtesse de Castellane donne un million de francs à l'œuvre pour acheter un terrain et construire des locaux pérennes pour les ventes de Charité.
Le 1er juin, Le Figaro confirme que le don anonyme de 937 000 francs provient bien de Mme Lebaudy. Sa signature a été reconnue sur un des deux chèques. Le journal fait remarquer : « C'est bien à la charité de se cacher. Mais ceux qui la rencontrent, doivent, même malgré elle, la produire à la pleine lumière et la saluer respectueusement. ».
Le 3 juin, Le Gaulois se moque des attributions successives du don d'un million à des personnes différentes : la baronnne de Hirsch, Mme de Laubespin et finalement Madame Lebaudy.
Il affirme qu'une première somme de 300 000 francs a en fait été donnée en billets de la main à la main à de Mackau et que la seconde sera versée de la même manière le 5 juin, réfutant ainsi l'affirmation du Figaro qui aurait reconnu une signature de Madame Lebaudy sur un chèque alors que les transferts se font en liquide et sans reçu. « Une seule chose est vraie et certaine, c'est que l'on ignorera toujours le nom de la personne qui a fait aux pauvres ce magnifique présent. » concluent-ils.

#### Les œuvres spiritaines
En 1899, Amicie Lebaudy rencontre Mgr Le Roy, supérieur général de la congrégation du Saint-Esprit, pour lui proposer un don pour une œuvre éducative. Lorsqu'elle se présente à la maison-mère, rue Lhomond, elle est prise pour une mendiante.
Elle propose aux spiritains le financement de l'Œuvre des Petits Parisiens de Saint-Michel de Priziac, mais sous condition d'anonymat.
Sélective, elle ne s'intéresse aux œuvres religieuses que dans la mesure ou ce sont des œuvres sociales. Très attachée aux œuvres spiritaines, elle apportera sa contribution à plusieurs projets, notamment le remboursement des dettes de l'école de Beauvais, la fondation de bourses pour l'œuvre des instituteurs de Mesnières-en-Bray, l'école de jardinage du noviciat d'Orly, la fondation de la Procure de Fribourg, en Suisse, et l'école de Misserghin, en Algérie.
Son projet d'imprimerie des missions à Auteuil ne verra pas le jour, malgré des essais à Chevilly et à Orly.
À la suite de la fermeture, après notification du 4 novembre 1903 du gouvernement Combes, de douze maisons spiritaines en France, Mgr Le Roy projette la fondation à Montréal d'un séminaire en vue des missions canadiennes.
Mais Amicie Lebaudy n'est pas intéressée par ce séminaire des missions, car ses intentions sont philanthropiques et patriotiques, mais pas religieuses.
Elle demande aux spiritains d'opter pour un projet éducatif, une école d'agriculture destinée à l'accueil des jeunes colons français désireux de s'établir au Canada et remet à Mgr Le Roy la somme de 200 000 dollars pour cette œuvre.
Le 21 janvier 1905, un domaine est acheté sur les rives de la Gatineau, un affluent du Saint-Laurent, pour y construire l'Institut Colonial franco-canadien de la Gatineau. L'inauguration a lieu le 11 juin 1905 en présence d'Amicie Lebaudy qui se rend au Canada sous le pseudonyme Le Dall. Elle entreprend ensuite un voyage de plus de deux mois à travers le Canada et les États-Unis avant de regagner la France.

### Logement social
La Société civile Groupe des Maisons ouvrières est fondée en octobre 1899. Elle a pour but la construction à Paris et dans sa banlieue de logements salubres et à bon marché pour la location à des ouvriers ou employés vivant de leur travail ou de leur salaire.
Elle est financée par des « philanthropes anonymes ». En 1903, elle change de Conseil d'administration et d'architecte sans que la raison en soit connue. Eugène Hatton (1851-1918), ancien industriel dans la chimie et juge au tribunal de commerce de Paris, devient administrateur délégué et Auguste Labussière architecte. À partir de 1904, Amicie Lebaudy remet tous les mois, et de manière anonyme à Eugène Hatton les sommes d’argent nécessaires au fonctionnement du Groupe des Maisons ouvrières (GMO).
En 1906, il devient président et trésorier et le Groupe des Maisons ouvrières devient une fondation. Il signe les plans et rédige les livrets présentant les réalisations de la Fondation, les accompagnant de réflexions sur la classe ouvrière et le rôle des philanthropes. Les quatre membres fondateurs, dont lui-même, Maurice Spronck député de Seine, Émile Henry, juge au tribunal de commerce de la Seine et Henri Piot, médecin, sont nommés à vie. En 1908, dans une lettre, Amicie Lebaudy lui témoigne sa reconnaissance en demandant que son buste soit installé dans chacune des maisons ouvrières qu'il aura construites.
Après sa mort, et selon ses volontés, le conseil d'administration du 2 juin 1917, par la voix d'Eugène Hatton, révèle l'identité d'Amicie Lebaudy comme principale financière du GMO.
Toujours selon ses volontés, le GMO prend en avril 1918 le nom de « Fondation de Madame Jules Lebaudy, Eugène Hatton Président Fondateur » et reconnue d’utilité publique. Elle devient en 2022 Fondation Amicie Lebaudy.

### Le phare de Kéréon
En 1910, Amicie Lebaudy propose au Ministère des Travaux Publics un don substantiel pour la construction du phare de Kéréon. Elle rédige sa proposition en ces termes : « Ayant appris que le Ministère des Travaux Publics était sur le point de commencer l'exécution d'un phare sur la roche de Men-Tensel située à l'Ouest de l'îlot de Loedoc, passage du Fromveur, et désirant honorer la mémoire de mon grand'oncle, Charles Marie le Dall de Kéréon, par une contribution à l'érection d'un édifice de cette nature, j'ai l'honneur de vous proposer d'y concourir pour une somme totale de cinq cent quatre-vint-cinq mille francs. ».
En tant que donatrice, elle souhaite en effet que le phare porte le nom de son grand-oncle, Charles-Marie Le Dall de Kéréon, enseigne de vaisseau de dix-neuf ans, condamné à mort pour conspiration et guillotiné durant la Révolution.
La donation est acceptée et le total des dépenses autorisées porté à 750 000 francs.
Les fonds permettent de redimensionner le projet et de passer d'une simple tourelle en béton à feu automatique à un grand phare habité. Le fût est construit en pierres de taille, l'intérieur, est somptueux, orné de lambris en chêne de Hongrie, de parquets en chêne décorés de marqueteries d'ébène et d'acajou, de mosaïques sur les parois de l’escalier et de lits-clos ouvragés.
En 1916, la hausse des coûts et la pénurie de main-d'œuvre liés à la Première Guerre Mondiale oblige à porter le budget à 975 000 francs, faisant de ce dernier phare-monument le plus cher de France. Malgré cette hausse conséquente des dépenses, la contribution financière d'Amicie Lebaudy à sa construction est encore de 60 %.

## Positions politiques
Ardente patriote monarchiste et ultra nationaliste, Amicie Lebaudy exècre la République. Admiratrice de Charles Maurras et de Léon Daudet, lors de l'affaire Dreyfus, elle soutient l'armée et s'oppose à la révision du procès. Elle finance largement le mouvement de la Ligue des Patriotes, puis la Ligue de la Patrie française, le parti politique fondé par François Coppée et Jules Lemaître à la suite de l'affaire Dreyfus.
Elle aurait également financé la tentative de coup d'état du député de la Charente et chef de la Ligue des patriotes, Paul Déroulède, lors des obsèques de Félix Faure le 23 février 1899.
Elle donne l'argent de la main à la main, généralement sans reçu, discrètement, par des intermédiaires chargés sous ses ordres de la garde de sa fortune. Elle reçoit à jour fixe, et toujours séparément, tout un cercle de relations. Diplomate, prêtre, préfet, médecin, académicien, avocat, missionnaire, la renseignent contre rétribution sur l'évolution de la vie politique et sociale et les avancées de la science.
Elle compte parmi ses proches le député nationaliste du 2e arrondissement de Paris, Gabriel Syveton, trésorier de Ligue de la Patrie Française, dont elle finance la campagne électorale en 1902.
C'est elle aussi qui finance, à hauteur de 140 000 francs, l'achat du double des fiches à un proche du ministre de la Guerre, franc-maçon, afin d'établir la culpabilité du gouvernement Combes.
En 1904, Syveton se rend célèbre par sa gifle au général André à cause de l'affaire des fiches.
Le 8 décembre 1904, la veille de sa comparution en cour d'Assises pour violence envers un ministre, Syveton se donne la mort. Alors que tout le monde, même Jules Lemaître, y voit le suicide d'un escroc sur le point d'être confondu, Amicie Lebaudy reste persuadée que le suicide de Syveton est en réalité un crime de la police maquillé par le Grand Orient.
Elle commande à Lucien Pallez, un sculpteur ami de Paul Déroulède, un buste de Gabriel Syveton pour orner sa tombe au cimetière du Montparnasse.
La mort brusque de Syveton et la fin de la Patrie française qui en découla, l'éloignent de la politique.
Bien que toujours liée aux milieux réactionnaires, proche de Jules Delahaye et amie de Gyp, elle se consacre alors exclusivement à ses œuvres sociales.

## Nom de plume
Amicie Lebaudy publie sous le nom de Guillaume Dall. Elle écrit sur le jansénisme.

## Publications
Sous le nom de Guillaume Dall :
- La mère Angélique, abbesse de Port-Royal, d'après sa correspondance / par Guillaume Dall, Perrin, 1893 (lire en ligne).
- L'Éducation de la démocratie, à propos d'un livre récent, Paris : P. Ollendorff, 1898
- Christine Myriane, Paris, Paul Ollendorff, 1898 (lire en ligne).
- Les Bêtes vues d'un ballon captif, 1899
- France 1900. Nos humbles braves gens, Mâcon : Protat frères, 1900
- Le Durbar de Delhi, Paris : Floury, 1903
- "Merry Christmas", conte de Noël. Illustrations du Petit Bob, Floury, 1904 (lire en ligne).
- Malvenu, Paris, Librairie moderne, 1906, 345 p. (lire en ligne).

## Postérité
En 2000, une voie privée au 5 rue Ernest-Lefèvre dans le 20e arrondissement de Paris est renommée square Amicie-Lebaudy en son hommage. Un groupe de bâtiments géré par la Fondation Amicie Lebaudy, continuatrice de l'œuvre du Groupe des Maisons ouvrières (GMO) en faveur d'un logement social de qualité subventionné par la donatrice, est situé dans cette voie.